# Turtur
Turtur Boddaert, 1783 è un genere della famiglia dei Columbidi.

## Descrizione
Include uccelli di piccole dimensioni, di conformazione compatta. La specie di maggiori dimensioni, la tortora boschereccia testazzurra Turtur brehmeri ha le stesse dimensioni di una tortora dal collare africana ma è più tozza e ha il capo più grosso. Queste cinque specie hanno una colorazione marroncina e macchie iridescenti di vario colore sulle copritrici delle ali ben visibili ad ali chiuse. Le maggiori differenze tra T. afer, T. chalcospilos e T. abyssinicus sono nel colore del becco, che è rosso nella prima specie e nero nelle altre, e nelle macchie alari verdi in T. chalcospilos e blu nelle altre. La tortora tamburina è facilmente distinguibile per il petto e la parte anteriore del corpo bianco candido nel maschio e comunque molto più chiara nella femmina rispetto ai maschi delle altre specie. Frequentano la fitta boscaglia e cercano il cibo sul terreno, sugli arbusti o sugli alberi generalmente non a grandi altezze dal suolo.

## Tassonomia
Il genere Turtur comprende le seguenti specie:
- Turtur chalcospilos (Wagler, 1827) - tortora boschereccia macchiesmeraldo;
- Turtur abyssinicus (Sharpe, 1902) - tortora boschereccia becconero;
- Turtur afer (Linnaeus, 1766) - tortora boschereccia macchieblu;
- Turtur tympanistria (Temminck, 1809) - tortora tamburina;
- Turtur brehmeri (Hartlaub, 1865) - tortora boschereccia testazzurra.